# Communauté de communes du canton de Saint-Simon
La communauté de communes du canton de Saint-Simon (C32S) est une ancienne structure intercommunale française, située dans le département de l'Aisne.
Créée à la fin de 1994, elle fusionne avec une autre intercommunalité pour former, le 1er janvier 2017, la communauté d'agglomération du Saint-Quentinois.

## Historique
L'intercommunalité a été créée par un arrêté préfectoral  du 30 décembre 1994.
Dans le cadre des dispositions de la loi portant nouvelle organisation territoriale de la République (Loi NOTRe) du 7 août 2015, qui prévoit que les établissements publics de coopération intercommunale (EPCI) à fiscalité propre doivent avoir un minimum de 15 000 habitants (sous réserve de certaines dérogations bénéficiant aux territoires de très faible densité), le préfet de l'Aisne a adopté, après avis de la commission départementale de coopération intercommunale un nouveau schéma départemental de coopération intercommunale par arrêté du 30 mars 2016, qui prévoit notamment la fusion de la  communauté de communes du canton de Saint-Simon et de la communauté d'agglomération de Saint-Quentin, aboutissant au regroupement de 39 communes comptant 83 287 habitants. Cette fusion est approuvée par la majorité des conseils municipaux concernés,.
Par l'arrêté préfectoral n°2016-1077 du 15 décembre 2016, la communauté de communes du canton de Saint-Simon est dissoute le 31 décembre 2016 pour fusionner comme prévu le 1er janvier 2017 avec la communauté d'agglomération de Saint-Quentin formant ainsi la communauté d'agglomération du Saint-Quentinois.

## Territoire communautaire

### Composition
En 2016, la communauté de communes était composée des 19 communes suivantes :
| Nom                      | Code Insee | Gentilé                    | Superficie (km2) | Population (dernière pop. légale) | Densité (hab./km2) |
| ------------------------ | ---------- | -------------------------- | ---------------- | --------------------------------- | ------------------ |
| Clastres (siège)         | 02199      | Clastrois                  | 8,24             | 641 (2014)                        | 78                 |
| Annois                   | 02019      | Alnetuns                   | 5,90             | 379 (2014)                        | 64                 |
| Artemps                  | 02025      | Artempois                  | 6,31             | 366 (2014)                        | 58                 |
| Aubigny-aux-Kaisnes      | 02032      | Aubinois                   | 3,72             | 242 (2014)                        | 65                 |
| Bray-Saint-Christophe    | 02117      | Brayois                    | 2,88             | 70 (2014)                         | 24                 |
| Cugny                    | 02246      | Caviniens                  | 9,40             | 589 (2014)                        | 63                 |
| Dallon                   | 02257      | Dallonois                  | 5,81             | 429 (2014)                        | 74                 |
| Dury                     | 02273      | Duryens                    | 7,74             | 209 (2014)                        | 27                 |
| Flavy-le-Martel          | 02315      | Flaviens                   | 12,83            | 1 659 (2014)                      | 129                |
| Fontaine-lès-Clercs      | 02320      | Fontainois ou Clerfontains | 5,33             | 271 (2014)                        | 51                 |
| Happencourt              | 02367      | Happencourtois             | 5,18             | 142 (2014)                        | 27                 |
| Jussy                    | 02397      | Jussiens                   | 13,37            | 1 217 (2014)                      | 91                 |
| Montescourt-Lizerolles   | 02504      | Montescourtois             | 6,29             | 1 669 (2014)                      | 265                |
| Ollezy                   | 02570      | Olleziens                  | 5,31             | 183 (2014)                        | 34                 |
| Saint-Simon              | 02694      | Saint-Simonais             | 6,34             | 609 (2014)                        | 96                 |
| Seraucourt-le-Grand      | 02710      | Seraucourtois              | 10,56            | 779 (2014)                        | 74                 |
| Sommette-Eaucourt        | 02726      | Sommetois ou Éaucourtois   | 6,28             | 176 (2014)                        | 28                 |
| Tugny-et-Pont            | 02752      | Tugnypontois               | 5,89             | 278 (2014)                        | 47                 |
| Villers-Saint-Christophe | 02815      | Villerois                  | 8,99             | 451 (2014)                        | 50                 |

### Démographie
| 1968  | 1975  | 1982  | 1990  | 1999  | 2008   | 2013   |
| ----- | ----- | ----- | ----- | ----- | ------ | ------ |
| 9 485 | 9 332 | 9 295 | 9 831 | 9 759 | 10 165 | 10 341 |

## Organisation

### Siège
Le siège de l'intercommunalité était situé à Clastres, Pôle communautaire, rue de la clé des champs.

### Élus
La communauté de communes était administrée par son conseil communautaire, composé en 2016 de 36 conseillers communautaires, qui sont des conseillers municipaux des 19 communes membres, répartis essentiellement en fonction de la population des communes concernées.

### Liste des présidents
| Période | Période       | Identité      | Étiquette | Qualité |
| ------- | ------------- | ------------- | --------- | --- |
| 1994    | décembre 2016 | Roland Renard | IDG       | Fonctionnaire territorial Député de l'Aise (4e circ.) (1973 → 1986) Conseiller général de Saint-Simon (1966 → 2015) Maire de Montescourt-Lizerolles (1989-2020 ) |

### Compétences
L'intercommunalité exerçait les compétences qui lui avaient été transférées par les communes membres, dans les conditions fixées par le code général des collectivités territoriales. Il s'agissait de : 
- Aménagement de l’espace communautaire :
  - Tout document d’orientation pour l’aménagement du territoire sur le territoire communautaire,
  - Zone d’aménagement concerté (ZAC) d’intérêt communautaire située sur le site « la clé des Champs »,
  - Étude, définition, élaboration et mise en œuvre d’un schéma de cohérence territoriale.
- Développement économique : 
  - Aménagement, entretien et gestion d’une zone d’activité industrielle, commerciale, tertiaire, artisanale ou touristique sur la « clé des Champs »,
  - Accueil, conseils et accompagnement des créateurs et des chefs d’entreprises désireux de s’implanter ou déjà installés sur le territoire,
  - Promotion touristique par l’information, l’accueil, le développement des loisirs de plein air.
- Sport-culture-activités périscolaires : 
  - Lecture en milieu rural : aide au fonctionnement des structures existantes, développement de la lecture sur l’ensemble du territoire,
  - Politique musicale : initiation à la musique, gestion d’une école de musique et d’une école de danse,
  - Politique sportive : soutien au sport au travers d’aide à l’investissement pour des équipements à vocation communautaire, participation financière à l’office des sports, développement du monitorat sportif en direction des écoles par la mise à disposition d’un éducateur sportif,
  - Politique d’activités péri-scolaires et de loisirs :création, gestion d’activités péri-scolaires, halte garderie ou centre de loisirs sans hébergement, y compris investissement ayant une vocation et un champ d’action intéressant plusieurs communes à l’exception des cantines scolaires et de l’accueil avant et après la classe qui restent de la compétence communale.
  - Accompagnement des communes et syndicats de communes à vocation scolaire pour la mise en place d’activités périscolaires liées à la réforme des rythmes scolaires au travers de la mise en disposition ponctuelle de personnel de la communauté de communes.
- Politique du logement social : 
  - Création et gestion d’un parc locatif à vocation sociale,
  - Soutien à la réhabilitation du parc de logements publics et privés,
  - Maîtrise d’ouvrage des voies et réseaux divers liée à des opérations d’urbanisme menées en relation avec les organismes d’habitation à loyer modéré.
- En matière d’environnement : 
  - Collecte, traitement des déchets ménagers et assimilés,
  - Étude, entretien et gestion des milieux humides du bassin de la Somme (rivière et affluents),
  - Réalisation d’aménagements permettant la sauvegarde et la valorisation des milieux naturels et des paysages[4].

### Régime fiscal et budget
La Communauté de communes est un établissement public de coopération intercommunale à fiscalité propre.
Afin de financer l'exercice de ses compétences, l'intercommunalité percevait la fiscalité professionnelle unique (FPU) – qui a succédé à la taxe professionnelle unique (TPU) – et assure une péréquation de ressources entre les communes résidentielles et celles dotées de zones d'activité.
Elle bénéficiait également d'une dotation globale de fonctionnement bonifiée, et collectait la taxe d'enlèvement des ordures ménagères (TEOM) afin de financer ce service public.